# جيمس غولنغ
جيمس غولنغ (بالإنجليزية: James Goulding)‏ هو لاعب دوري الرغبي نيوزيلندي، ولد في 27 مارس 1966.